# Temporada 2019 del Campeonato de Fórmula 2 de la FIA
La temporada 2019 del Campeonato de Fórmula 2 de la FIA fue la tercera edición de dicho campeonato. El chasis por segundo año consecutivo es el Dallara F2 2018, que esta equipado con un motor V6 Turbo desarrollado por Mecachrome y neumáticos Pirelli.
Nyck de Vries se coronó campeón a falta de una fecha tras ganar la carrera larga de la ronda de Sochi y DAMS ganó el campeonato de escuderías.
La temporada estuvo marcada por el fallecimiento de Anthoine Hubert, piloto de BWT Arden, quien sufrió un accidente en la ronda de Spa-Francorchamps.

## Escuderías y pilotos
Nota: Como todos los equipos usan los chasis Dallara F2 2018 con el motor Mecachrome V6 Turbo de Renault y neumáticos Pirelli, no se especifican los datos de los vehículos.
| Escudería                     | N.º | Piloto               | Rondas       |
| ----------------------------- | --- | -------------------- | ------------ |
| Carlin                        | 1   | Louis Delétraz       | Todas        |
| Carlin                        | 2   | Nobuharu Matsushita  | Todas        |
| ART Grand Prix                | 3   | Nikita Mazepin       | Todas        |
| ART Grand Prix                | 4   | Nyck de Vries        | Todas        |
| DAMS                          | 5   | Sérgio Sette Câmara  | Todas        |
| DAMS                          | 6   | Nicholas Latifi      | Todas        |
| UNI-Virtuosi Racing           | 7   | Guanyu Zhou          | Todas        |
| UNI-Virtuosi Racing           | 8   | Luca Ghiotto         | Todas        |
| PREMA Racing                  | 9   | Mick Schumacher      | Todas        |
| PREMA Racing                  | 10  | Sean Gelael          | Todas        |
| Sauber Junior Team by Charouz | 11  | Callum Ilott         | Todas        |
| Sauber Junior Team by Charouz | 12  | Juan Manuel Correa   | 1-9          |
| Sauber Junior Team by Charouz | 12  | Matevos Isaakyan     | 11-12        |
| Campos Racing                 | 14  | Dorian Boccolacci    | 1-5          |
| Campos Racing                 | 14  | Arjun Maini          | 6-8          |
| Campos Racing                 | 14  | Marino Sato          | 9-12         |
| Campos Racing                 | 15  | Jack Aitken          | Todas        |
| MP Motorsport                 | 16  | Jordan King          | 1-3, 5-12    |
| MP Motorsport                 | 16  | Artem Markelov       | 4            |
| MP Motorsport                 | 17  | Mahaveer Raghunathan | 1-5, 7-12    |
| MP Motorsport                 | 17  | Patricio O'Ward      | 6            |
| BWT Arden                     | 18  | Tatiana Calderón     | Todas        |
| BWT Arden                     | 19  | Anthoine Hubert      | 1-9          |
| BWT Arden                     | 22  | Artem Markelov       | 11-12        |
| Trident                       | 20  | Giuliano Alesi       | Todas        |
| Trident                       | 21  | Ralph Boschung       | 1-5, 8-9, 11 |
| Trident                       | 21  | Ryan Tveter          | 6            |
| Trident                       | 21  | Dorian Boccolacci    | 7            |
| Trident                       | 21  | Christian Lundgaard  | 12           |
| Fuentes:                      |     |                      |              |

### Cambios de equipos
- Russian Time dejó la categoría. En su reemplazo, ingresó UNI-Virtuosi Racing.[15]
- Charouz Racing System pasó a llamarse Sauber Junior Team by Charouz tras un convenio con Sauber Motorsport.[16]

### Cambios en pilotos

#### En pretemporada
- Carlin contó  con una nueva alineación, con el suizo Louis Delétraz que corrió en la temporada 2018 para Charouz Racing System[17] y el japonés Nobuharu Matsushita que volvió a la categoría tras disputar la temporada 2017.[18]
- Nyck de Vries dejó Prema y se unió a ART Grand Prix.[19] Su compañero es el piloto Nikita Mazepin.[20]
- DAMS contó con Sérgio Sette Câmara, luego de que el brasileño corra en 2018 con Carlin.[21]
- La nueva escudería UNI-Virtuosi Racing llevó al debutante Guanyu Zhou y con Luca Ghiotto, piloto que corrió en 2018 para Campos Vexatec Racing,[22][23]
- El campeón de la temporada 2018 del Campeonato Europeo de Fórmula 3 de la FIA, Mick Schumacher, corre junto a PREMA Racing.[24]
- Luego de participar en una ronda en la temporada 2017, Callum Ilott se unió a Sauber Junior Team by Charouz junto al piloto Juan Manuel Correa.[25]
- Dorian Boccolacci y Jack Aitken dejaron MP Motorsport y ART Grand Prix respectivamente, para unirse a Campos Racing.[26][27]
- MP Motorsport contrató a los pilotos Jordan King y Mahaveer Raghunathan.[28]
- BWT Arden contó con los debutantes Tatiana Calderón y Anthoine Hubert, este último fue campeón de la temporada 2018 de GP3 Series.[29][30]
- Trident alineó a Giuliano Alesi y Ralph Boschung.[31][32]

#### En mitad de temporada
- Artem Markelov reemplazó a Jordan King (que participó en las 500 Millas de Indianápolis) en MP Motorsport en la ronda de Montecarlo.[33]
- Arjun Maini sustituyó a Dorian Boccolacci en Campos Racing a partir de la ronda de Spielberg.[34]
- Patricio O'Ward reemplazó a Mahaveer Raghunathan en MP Motorsport, quien fue suspendido y no pudo disputar la ronda de Spielberg.[35]
- Ryan Tveter se unió a la escudería Trident Racing en lugar de Ralph Boschung.[36]
- Tras una ronda disputada, Tveter fue reemplazado en Trident por Dorian Boccolacci en la ronda de Silverstone.[37]
- Ralph Boschung volverá a competir para Trident en la ronda de Budapest, en lugar de Boccolacci.[38]
- Marino Sato reemplazó a Arjun Maini en la escudería Campos Racing a partir de la ronda de Spa.[39]
- Anthoine Hubert, falleció el 31 de agosto de 2019, mientras disputaba la carrera larga de la ronda de Spa, en Bélgica. Su monoplaza quedó involucrado en un triple choque que le terminó costando la vida.[40]
- En la ronda de Monza, como consecuencia del accidente de Spa, los equipos Arden, Charouz y Trident ingresaron con un solo monoplaza; Hubert no fue remplazado, Juan Manuel Correa sufrió graves lesiones en choque y Giuliano Alesi usa el monoplaza de Ralph Boschung ya que el suyo fue confiscado para la investigación.[41]
- Matevos Isaakyan reemplazó a Juan Manuel Correa en Charouz en las rondas de Sochi y Yas Marina.[42] Artem Markelov remplazó a Anthoine Hubert en Arden en las mismas rondas.[43]
- Christian Lundgaard ocupó el asiento de Ralph Boschung en Trident en la última ronda.[44]

## Calendario
El calendario 2019, el cual sigue contando con los mismos circuitos que la temporada anterior, fue anunciado por el Consejo Mundial de Automovilismo de la FIA el 5 de diciembre de 2018. Todas las rondas se disputan junto a Grandes Premios de Fórmula 1.
| Rondas   | Rondas | Circuito                                     | País                   | Fecha            |
| -------- | ------ | -------------------------------------------- | ---------------------- | ---------------- |
| 1        | CL     | Circuito Internacional de Baréin, Sakhir     | Baréin                 | 30 de marzo      |
| 1        | CC     | Circuito Internacional de Baréin, Sakhir     | Baréin                 | 31 de marzo      |
| 2        | CL     | Circuito callejero de Bakú, Bakú             | Azerbaiyán             | 27 de abril      |
| 2        | CC     | Circuito callejero de Bakú, Bakú             | Azerbaiyán             | 28 de abril      |
| 3        | CL     | Circuito de Barcelona-Cataluña, Montmeló     | España                 | 11 de mayo       |
| 3        | CC     | Circuito de Barcelona-Cataluña, Montmeló     | España                 | 12 de mayo       |
| 4        | CL     | Circuito de Mónaco, Montecarlo               | Mónaco                 | 24 de mayo       |
| 4        | CC     | Circuito de Mónaco, Montecarlo               | Mónaco                 | 25 de mayo       |
| 5        | CL     | Circuito Paul Ricard, Le Castellet           | Francia                | 22 de junio      |
| 5        | CC     | Circuito Paul Ricard, Le Castellet           | Francia                | 23 de junio      |
| 6        | CL     | Red Bull Ring, Spielberg                     | Austria                | 29 de junio      |
| 6        | CC     | Red Bull Ring, Spielberg                     | Austria                | 30 de junio      |
| 7        | CL     | Circuito de Silverstone, Silverstone         | Reino Unido            | 13 de julio      |
| 7        | CC     | Circuito de Silverstone, Silverstone         | Reino Unido            | 14 de julio      |
| 8        | CL     | Hungaroring, Mogyoród                        | Hungría                | 3 de agosto      |
| 8        | CC     | Hungaroring, Mogyoród                        | Hungría                | 4 de agosto      |
| 9        | CL     | Circuito de Spa-Francorchamps, Francorchamps | Bélgica                | 30 de agosto     |
| 9        | CC     | Circuito de Spa-Francorchamps, Francorchamps | Bélgica                | 1 de septiembre  |
| 10       | CL     | Autodromo Nazionale di Monza, Monza          | Italia                 | 7 de septiembre  |
| 10       | CC     | Autodromo Nazionale di Monza, Monza          | Italia                 | 8 de septiembre  |
| 11       | CL     | Autódromo de Sochi, Sochi                    | Rusia                  | 28 de septiembre |
| 11       | CC     | Autódromo de Sochi, Sochi                    | Rusia                  | 29 de septiembre |
| 12       | CL     | Circuito Yas Marina, Abu Dabi                | Emiratos Árabes Unidos | 29 de noviembre  |
| 12       | CC     | Circuito Yas Marina, Abu Dabi                | Emiratos Árabes Unidos | 1 de diciembre   |
| Fuentes: |        |                                              |                        |                  |

## Neumáticos
Para esta temporada, Pirelli usara los mismos compuestos de la temporada 2018, pero con diferentes colores, siendo el color púrpura para referirse al compuesto súper blando, rojo para el blando, amarillo para el medio y finalmente blanco para el compuesto más duro. Al igual que en pasadas temporadas, la marca suministradora de neumáticos decidirá dos compuestos de seco, y se suministrara tres juegos del compuesto más duro y dos del más blando para cada ronda, además de tres juegos de neumáticos para lluvia.
| Nombre del compuesto | Color | Color | Banda de rodadura | Condiciones de circulación | Tipo del compuesto | Adherencia           | Durabilidad        |
| -------------------- | ----- | ----- | ----------------- | -------------------------- | ------------------ | -------------------- | ------------------ |
| Súper blando         | SS    |       | Liso              | Seco                       | Blando             | 4 - Más adherencia   | 1 - Menos duradero |
| Blando               | S     |       | Liso              | Seco                       | Blando / Duro      | 3                    | 2                  |
| Medio                | M     |       | Liso              | Seco                       | Blando / Duro      | 2                    | 3                  |
| Duro                 | H     |       | Liso              | Seco                       | Duro               | 1 - Menos adherencia | 4 - Más duradero   |
| Lluvia               | W     |       | Canales           | Mojado                     | De lluvia          |                      |                    |

### Por carrera
| Compuesto | SAK | BAK | BAR | MON | LEC | SPI | SIL | BUD | SPA | MNZ | SOC | YMC |
| --------- | --- | --- | --- | --- | --- | --- | --- | --- | --- | --- | --- | --- |
| Blando    | S   | SS  | S   | SS  | S   | SS  | S   | S   | S   | S   | SS  | SS  |
| Duro      | M   | M   | H   | S   | H   | S   | H   | M   | M   | M   | M   | S   |
| De lluvia | W   | W   | W   | W   | W   | W   | W   | W   | W   | W   | W   | W   |

Fuente: Fórmula 2.

## Resultados

### Entrenamientos

#### Pretemporada
| N.º | Circuito  | Fecha         | Sesión | Mejor clasificado   | Mejor clasificado             | Mejor clasificado | Mejor clasificado |
| N.º | Circuito  | Fecha         | Sesión | Piloto              | Escudería                     | Tiempo            | Vueltas           |
| --- | --------- | ------------- | ------ | ------------------- | ----------------------------- | ----------------- | ----------------- |
| 1º  | Jerez     | 26 de febrero | Mañana | Nyck de Vries       | ART Grand Prix                | 1:25.819          | 17                |
| 1º  | Jerez     | 26 de febrero | Tarde  | Nyck de Vries       | ART Grand Prix                | 1:25.358          | 51                |
| 1º  | Jerez     | 27 de febrero | Mañana | Nyck de Vries       | ART Grand Prix                | 1:24.723          | 40                |
| 1º  | Jerez     | 27 de febrero | Tarde  | Dorian Boccolacci   | Campos Racing                 | 1:25.493          | 33                |
| 1º  | Jerez     | 28 de febrero | Mañana | Mick Schumacher     | PREMA Racing                  | 1:24.028          | 34                |
| 1º  | Jerez     | 28 de febrero | Tarde  | Jordan King         | MP Motorsport                 | 1:25.706          | 27                |
|     |           |               |        |                     |                               |                   |                   |
| 2º  | Barcelona | 5 de marzo    | Mañana | Nyck de Vries       | ART Grand Prix                | 1:28.821          | 18                |
| 2º  | Barcelona | 5 de marzo    | Tarde  | Nyck de Vries       | ART Grand Prix                | 1:28.655          | 37                |
| 2º  | Barcelona | 6 de marzo    | Mañana | Sérgio Sette Câmara | DAMS                          | 1:27.392          | 34                |
| 2º  | Barcelona | 6 de marzo    | Tarde  | Ralph Boschung      | Trident                       | 1:28.789          | 27                |
| 2º  | Barcelona | 7 de marzo    | Mañana | Nyck de Vries       | ART Grand Prix                | 1:27.024          | 24                |
| 2º  | Barcelona | 7 de marzo    | Tarde  | Juan Manuel Correa  | Sauber Junior Team by Charouz | 1:30.095          | 49                |

#### Postemporada
| Circuito   | Fecha          | Sesión | Mejor clasificado | Mejor clasificado     | Mejor clasificado | Mejor clasificado |
| Circuito   | Fecha          | Sesión | Piloto            | Escudería             | Tiempo            | Vueltas           |
| ---------- | -------------- | ------ | ----------------- | --------------------- | ----------------- | ----------------- |
| Yas Marina | 5 de diciembre | Mañana | Mick Schumacher   | PREMA Racing          | 1:50.947          | 32                |
| Yas Marina | 5 de diciembre | Tarde  | Louis Delétraz    | Charouz Racing System | 1:50.543          | 49                |
| Yas Marina | 6 de diciembre | Mañana | Marcus Armstrong  | ART Grand Prix        | 1:50.436          | 40                |
| Yas Marina | 6 de diciembre | Tarde  | Louis Delétraz    | Charouz Racing System | 1:50.124          | 44                |
| Yas Marina | 7 de diciembre | Mañana | Nikita Mazepin    | Carlin                | 1:50.473          | 39                |
| Yas Marina | 7 de diciembre | Tarde  | Mick Schumacher   | PREMA Racing          | 1:51.569          | 38                |

### Temporada
| Ronda | Ronda | Ronda             | Pole Position                                                 | Vuelta rápida                                                 | Piloto ganador                                                | Escudería ganadora                                            | Resultados |
| ----- | ----- | ----------------- | ------------------------------------------------------------- | ------------------------------------------------------------- | ------------------------------------------------------------- | ------------------------------------------------------------- | ---------- |
| 1     | L     | Sakhir            | Luca Ghiotto                                                  | Guanyu Zhou                                                   | Nicholas Latifi                                               | DAMS                                                          | Resultados |
| 1     | C     | Sakhir            |                                                               | Nyck de Vries                                                 | Luca Ghiotto                                                  | UNI-Virtuosi Racing                                           | Resultados |
| 2     | L     | Bakú              | Nobuharu Matsushita                                           | Jack Aitken                                                   | Jack Aitken                                                   | Campos Racing                                                 | Resultados |
| 2     | C     | Bakú              |                                                               | Sérgio Sette Câmara                                           | Nicholas Latifi                                               | DAMS                                                          | Resultados |
| 3     | L     | Barcelona         | Luca Ghiotto                                                  | Jordan King                                                   | Nicholas Latifi                                               | DAMS                                                          | Resultados |
| 3     | C     | Barcelona         |                                                               | Nicholas Latifi                                               | Nyck de Vries                                                 | ART Grand Prix                                                | Resultados |
| 4     | L     | Montecarlo        | Nyck de Vries                                                 | Nobuharu Matsushita                                           | Nyck de Vries                                                 | ART Grand Prix                                                | Resultados |
| 4     | C     | Montecarlo        |                                                               | Nicholas Latifi                                               | Anthoine Hubert                                               | BWT Arden                                                     | Resultados |
| 5     | L     | Le Castellet      | Sérgio Sette Câmara                                           | Nyck de Vries                                                 | Nyck de Vries                                                 | ART Grand Prix                                                | Resultados |
| 5     | C     | Le Castellet      |                                                               | Nobuharu Matsushita                                           | Anthoine Hubert                                               | BWT Arden                                                     | Resultados |
| 6     | L     | Spielberg         | Nyck de Vries                                                 | Sérgio Sette Câmara                                           | Nobuharu Matsushita                                           | Carlin                                                        | Resultados |
| 6     | C     | Spielberg         |                                                               | Nyck de Vries                                                 | Sérgio Sette Câmara                                           | DAMS                                                          | Resultados |
| 7     | L     | Silverstone       | Guanyu Zhou                                                   | Sérgio Sette Câmara                                           | Luca Ghiotto                                                  | UNI-Virtuosi Racing                                           | Resultados |
| 7     | C     | Silverstone       |                                                               | Jack Aitken                                                   | Jack Aitken                                                   | Campos Racing                                                 | Resultados |
| 8     | L     | Budapest          | Nyck de Vries                                                 | Jordan King                                                   | Nicholas Latifi                                               | DAMS                                                          | Resultados |
| 8     | C     | Budapest          |                                                               | Nobuharu Matsushita                                           | Mick Schumacher                                               | PREMA Racing                                                  | Resultados |
| 9     | L     | Spa-Francorchamps | Nyck de Vries                                                 | Carrera cancelada debido a un accidente en la vuelta 2.       | Carrera cancelada debido a un accidente en la vuelta 2.       | Carrera cancelada debido a un accidente en la vuelta 2.       | Resultados |
| 9     | C     | Spa-Francorchamps | Carrera cancelada debido al fallecimiento de Anthoine Hubert. | Carrera cancelada debido al fallecimiento de Anthoine Hubert. | Carrera cancelada debido al fallecimiento de Anthoine Hubert. | Carrera cancelada debido al fallecimiento de Anthoine Hubert. | Resultados |
| 10    | L     | Monza             | Callum Ilott                                                  | Luca Ghiotto                                                  | Nobuharu Matsushita                                           | Carlin                                                        | Resultados |
| 10    | C     | Monza             |                                                               | Mick Schumacher                                               | Jack Aitken                                                   | Campos Racing                                                 | Resultados |
| 11    | L     | Sochi             | Nyck de Vries                                                 | Luca Ghiotto                                                  | Nyck de Vries                                                 | ART Grand Prix                                                | Resultados |
| 11    | C     | Sochi             |                                                               | Nicholas Latifi                                               | Luca Ghiotto                                                  | UNI-Virtuosi Racing                                           | Resultados |
| 12    | L     | Yas Marina        | Sérgio Sette Câmara                                           | Guanyu Zhou                                                   | Sérgio Sette Câmara                                           | DAMS                                                          | Resultados |
| 12    | C     | Yas Marina        |                                                               | Nicholas Latifi                                               | Luca Ghiotto                                                  | UNI-Virtuosi Racing                                           | Resultados |

## Clasificaciones

### Sistema de puntuación
Puntos de carrera larga
| Posición | 1º | 2º | 3º | 4º | 5º | 6º | 7º | 8º | 9º | 10º | Pole | VR |
| Puntos   | 25 | 18 | 15 | 12 | 10 | 8  | 6  | 4  | 2  | 1   | 4    | 2  |

Puntos de carrera corta
| Posición | 1º | 2º | 3º | 4º | 5º | 6º | 7º | 8º | VR |
| Puntos   | 15 | 12 | 10 | 8  | 6  | 4  | 2  | 1  | 2  |

### Campeonato de Pilotos
| Pos. | Piloto               | SAK | SAK | BAK | BAK | BAR | BAR | MON | MON | LEC | LEC | SPI | SPI | SIL | SIL | BUD | BUD | SPA | SPA | MNZ | MNZ | SOC | SOC | YMC | YMC | Puntos |
| ---- | -------------------- | --- | --- | --- | --- | --- | --- | --- | --- | --- | --- | --- | --- | --- | --- | --- | --- | --- | --- | --- | --- | --- | --- | --- | --- | ------ |
| 1    | Nyck de Vries        | 6   | 7   | 2   | 4   | 5   | 1   | 1   | 7   | 1   | 10  | 3   | 3   | 6   | 3   | 2   | 6   | C   | C   | 3   | 3   | 1   | 2   | 13  | 13  | 266    |
| 2    | Nicholas Latifi      | 1   | 3   | 4   | 1   | 1   | 6   | 12  | 10  | 5   | 6   | 9   | 6   | 2   | 5   | 1   | 7   | C   | C   | 13  | 10  | 2   | 4   | 7   | 2   | 214    |
| 3    | Luca Ghiotto         | 2   | 1   | 9   | Ret | 4   | 2   | DSQ | Ret | Ret | 12  | 2   | 2   | 1   | 15  | 4   | 8   | C   | C   | 2   | 15  | 4   | 1   | 6   | 1   | 207    |
| 4    | Sérgio Sette Câmara  | 3   | 2   | Ret | 6   | NC  | 17  | 3   | 6   | 2   | 5   | 5   | 1   | 4   | 17  | 5   | 3   | C   | C   | 5   | Ret | 5   | 6   | 1   | 3   | 204    |
| 5    | Jack Aitken          | 7   | 11  | 1   | 3   | 2   | 8   | 17† | 13  | 3   | 4   | 10  | 18  | 5   | 1   | 3   | 5   | C   | C   | 8   | 1   | 7   | 11  | 11  | 10  | 159    |
| 6    | Nobuharu Matsushita  | 9   | 12  | 13  | 12  | 11  | Ret | 2   | 9   | 9   | 9   | 1   | 5   | 9   | 7   | 7   | 2   | C   | C   | 1   | 5   | 6   | Ret | 2   | 7   | 144    |
| 7    | Guanyu Zhou          | 10  | 4   | Ret | 10  | 3   | 4   | 5   | 3   | 4   | 3   | 6   | 8   | 3   | 8   | 9   | 9   | C   | C   | Ret | 4   | 10  | 5   | 3   | 8   | 140    |
| 8    | Louis Delétraz       | 5   | 5   | Ret | Ret | 12  | 11  | 7   | 2   | NC  | 7   | 7   | Ret | 7   | 2   | Ret | 13  | C   | C   | Ret | 8   | 3   | 14  | 4   | 6   | 92     |
| 9    | Jordan King          | 17  | 8   | 3   | Ret | 7   | 7   |     |     | 6   | 11  | 8   | 7   | 10  | 9   | 6   | 4   | C   | C   | 6   | 2   | 12  | 9   | 12  | 9   | 79     |
| 10   | Anthoine Hubert      | 4   | 9   | 10  | 11  | 6   | 5   | 8   | 1   | 8   | 1   | 4   | 17  | 18  | 11  | 11  | 11  | C   |     |     |     |     |     |     |     | 77     |
| 11   | Callum Ilott         | 14  | 16  | Ret | 9   | 8   | 3   | DNS | 14  | Ret | 8   | 14  | 9   | 8   | 4   | 10  | 10  | C   | C   | 4   | 12  | 9   | 3   | 5   | 4   | 74     |
| 12   | Mick Schumacher      | 8   | 6   | Ret | 5   | 15  | 12  | 13  | 11  | Ret | Ret | 18  | 4   | 11  | 6   | 8   | 1   | C   | C   | NC  | 6   | Ret | Ret | 9   | 11  | 53     |
| 13   | Juan Manuel Correa   | 16  | 18  | 7   | 2   | Ret | 15  | 16† | 12  | 7   | 2   | 11  | 10  | 12  | 10  | 14  | 14  | C   | C   |     |     |     |     |     |     | 36     |
| 14   | Dorian Boccolacci    | 15  | 17  | 5   | 7   | 14  | 18  | 4   | 5   | Ret | 13  |     |     | Ret | 14  |     |     |     |     |     |     |     |     |     |     | 30     |
| 15   | Giuliano Alesi       | 12  | DSQ | Ret | Ret | Ret | 16  | 11  | Ret | 10  | 14  | 13  | Ret | 17  | Ret | 13  | 12  | C   | C   | 7   | 7   | 13  | 8   | 8   | 5   | 20     |
| 16   | Artem Markelov       |     |     |     |     |     |     | 6   | 4   |     |     |     |     |     |     |     |     |     |     |     |     | Ret | 10  | Ret | Ret | 16     |
| 17   | Sean Gelael          | Ret | 10  | 6   | 8   | 9   | 9   | Ret | 15  | Ret | 17  | 16  | 12  | WD  | WD  | 15  | 17  | C   | C   | 9   | Ret | 11  | 7   | 17  | Ret | 15     |
| 18   | Nikita Mazepin       | 19  | 13  | 8   | Ret | 17  | 14  | 10  | 8   | Ret | 16  | 12  | 11  | 16† | 12  | 12  | 15  | C   | C   | 11  | 9   | 8   | Ret | 10  | 17† | 11     |
| 19   | Ralph Boschung       | 11  | 14  | 12  | Ret | 10  | 10  | 9   | Ret | Ret | 15  |     |     |     |     | 18† | 18  | C   | C   |     |     | 14  | 12  |     |     | 3      |
| 20   | Mahaveer Raghunathan | 18  | 19  | 11  | 13  | 16  | 19  | 15  | Ret | 12  | 18  |     |     | 15  | 18  | 17  | 19  | C   | C   | 10  | 13  | 17  | 17  | Ret | 15  | 1      |
| 21   | Marino Sato          |     |     |     |     |     |     |     |     |     |     |     |     |     |     |     |     | C   | C   | 12  | 11  | 16  | 15  | 18  | 16  | 0      |
| 22   | Tatiana Calderón     | 13  | 15  | Ret | Ret | 13  | 13  | 14  | Ret | 11  | 19† | 17  | 13  | 14  | 16  | 16  | Ret | C   | C   | Ret | 14  | 15  | 16  | 16  | 14  | 0      |
| 23   | Christian Lundgaard  |     |     |     |     |     |     |     |     |     |     |     |     |     |     |     |     |     |     |     |     |     |     | 14  | 12  | 0      |
| 24   | Arjun Maini          |     |     |     |     |     |     |     |     |     |     | DSQ | 15  | 13  | 13  | Ret | 16  |     |     |     |     |     |     |     |     | 0      |
| 25   | Matevos Isaakyan     |     |     |     |     |     |     |     |     |     |     |     |     |     |     |     |     |     |     |     |     | 18  | 13  | 15  | Ret | 0      |
| 26   | Patricio O'Ward      |     |     |     |     |     |     |     |     |     |     | 19  | 14  |     |     |     |     |     |     |     |     |     |     |     |     | 0      |
| 27   | Ryan Tveter          |     |     |     |     |     |     |     |     |     |     | 15  | 16  |     |     |     |     |     |     |     |     |     |     |     |     | 0      |
| Pos. | Piloto               | SAK | SAK | BAK | BAK | BAR | BAR | MON | MON | LEC | LEC | SPI | SPI | SIL | SIL | BUD | BUD | SPA | SPA | MNZ | MNZ | SOC | SOC | YMC | YMC | Puntos |

| Color     | Resultado              |
| --------- | ---------------------- |
| Oro       | Ganador                |
| Plata     | 2.ª plaza              |
| Bronce    | 3.ª plaza              |
| Verde     | Finalizó en los puntos |
| Azul      | Finalizó sin puntos    |
| Azul      | NC - No clasificado    |
| Violeta   | Ret - No terminó       |
| Rojo      | DNQ - No se clasificó  |
| Negro     | DSQ - Descalificado    |
| Blanco    | DNS - No empezó        |
| Blanco    | WD - Retirado          |
| Blanco    | C - Carrera cancelada  |
| Sin color | DNP - No participó     |
| Sin color | INJ - Lesionado        |
| Sin color | EX - Excluido          |

| Estado  | Resultado |
| ------- | --- |
| Negrita | Pole position |
| Cursiva | Vuelta rápida puntuable, el piloto cumplió los requisitos para ser bonificado con uno o más puntos por lograr la vuelta rápida |
| †       | Abandona, pero clasifica al completar el porcentaje requerido para ello                                                        |

Fuente: Fórmula 2.

### Campeonato de Escuderías
| Pos. | Escudería                     | N.º | SAK | SAK | BAK | BAK | BAR | BAR | MON | MON | LEC | LEC | SPI | SPI | SIL | SIL | BUD | BUD | SPA | SPA | MNZ | MNZ | SOC | SOC | YMC | YMC | Puntos |
| ---- | ----------------------------- | --- | --- | --- | --- | --- | --- | --- | --- | --- | --- | --- | --- | --- | --- | --- | --- | --- | --- | --- | --- | --- | --- | --- | --- | --- | ------ |
| 1    | DAMS                          | 5   | 3   | 2   | Ret | 6   | NC  | 17  | 3   | 6   | 2   | 5   | 5   | 1   | 4   | 17  | 5   | 3   | C   | C   | 5   | Ret | 5   | 6   | 1   | 3   | 418    |
| 1    | DAMS                          | 6   | 1   | 3   | 4   | 1   | 1   | 6   | 12  | 10  | 5   | 6   | 9   | 6   | 2   | 5   | 1   | 7   | C   | C   | 13  | 10  | 2   | 4   | 7   | 2   | 418    |
| 2    | UNI-Virtuosi Racing           | 7   | 10  | 4   | Ret | 10  | 3   | 4   | 5   | 3   | 4   | 3   | 6   | 8   | 3   | 8   | 9   | 9   | C   | C   | Ret | 4   | 10  | 5   | 3   | 8   | 347    |
| 2    | UNI-Virtuosi Racing           | 8   | 2   | 1   | 9   | Ret | 4   | 2   | DSQ | Ret | Ret | 12  | 2   | 2   | 1   | 15  | 4   | 8   | C   | C   | 2   | 15  | 4   | 1   | 6   | 1   | 347    |
| 3    | ART Grand Prix                | 3   | 19  | 13  | 8   | Ret | 17  | 14  | 10  | 8   | Ret | 16  | 12  | 11  | 16† | 12  | 12  | 15  | C   | C   | 11  | 9   | 8   | Ret | 10  | 17† | 277    |
| 3    | ART Grand Prix                | 4   | 6   | 7   | 2   | 4   | 5   | 1   | 1   | 7   | 1   | 10  | 3   | 3   | 6   | 3   | 2   | 6   | C   | C   | 3   | 3   | 1   | 2   | 13  | 13  | 277    |
| 4    | Carlin                        | 1   | 5   | 5   | Ret | Ret | 12  | 11  | 7   | 2   | NC  | 7   | 7   | Ret | 7   | 2   | Ret | 13  | C   | C   | Ret | 8   | 3   | 14  | 4   | 6   | 236    |
| 4    | Carlin                        | 2   | 9   | 12  | 13  | 12  | 11  | Ret | 2   | 9   | 9   | 9   | 1   | 5   | 9   | 7   | 7   | 2   | C   | C   | 1   | 5   | 6   | Ret | 2   | 7   | 236    |
| 5    | Campos Racing                 | 14  | 15  | 17  | 5   | 7   | 14  | 18  | 4   | 5   | Ret | 13  | DSQ | 15  | 13  | 13  | Ret | 16  | C   | C   | 12  | 11  | 16  | 15  | 18  | 16  | 189    |
| 5    | Campos Racing                 | 15  | 7   | 11  | 1   | 3   | 2   | 8   | 17† | 13  | 3   | 4   | 10  | 18  | 5   | 1   | 3   | 5   | C   | C   | 8   | 1   | 7   | 11  | 11  | 10  | 189    |
| 6    | Sauber Junior Team by Charouz | 11  | 14  | 16  | Ret | 9   | 8   | 3   | DNS | 14  | Ret | 8   | 11  | 9   | 8   | 4   | 10  | 10  | C   | C   | 4   | 12  | 9   | 3   | 5   | 4   | 110    |
| 6    | Sauber Junior Team by Charouz | 12  | 16  | 18  | 7   | 2   | Ret | 15  | 16† | 12  | 7   | 2   | 14  | 10  | 12  | 10  | 14  | 14  | C   | C   |     |     | 18  | 13  | 15  | Ret | 110    |
| 7    | MP Motorsport                 | 16  | 17  | 8   | 3   | Ret | 7   | 7   | 6   | 4   | 6   | 11  | 8   | 7   | 10  | 9   | 6   | 4   | C   | C   | 6   | 2   | 12  | 9   | 12  | 9   | 96     |
| 7    | MP Motorsport                 | 17  | 18  | 19  | 11  | 13  | 16  | 19  | 15  | Ret | 12  | 18  | 19  | 14  | 15  | 18  | 17  | 19  | C   | C   | 10  | 13  | 17  | 17  | Ret | 15  | 96     |
| 8    | BWT Arden                     | 18  | 13  | 15  | Ret | Ret | 13  | 13  | 14  | Ret | 11  | 19† | 17  | 13  | 14  | 16  | 16  | Ret | C   | C   | Ret | 14  | 15  | 16  | 16  | 14  | 77     |
| 8    | BWT Arden                     | 19  | 4   | 9   | 10  | 11  | 6   | 5   | 8   | 1   | 8   | 1   | 4   | 17  | 18  | 11  | 11  | 11  | C   |     |     |     |     |     |     |     | 77     |
| 8    | BWT Arden                     | 22  |     |     |     |     |     |     |     |     |     |     |     |     |     |     |     |     |     |     |     |     | Ret | 10  | Ret | Ret | 77     |
| 9    | PREMA Racing                  | 9   | 8   | 6   | Ret | 5   | 15  | 12  | 13  | 11  | Ret | Ret | 18  | 4   | 11  | 6   | 8   | 1   | C   | C   | NC  | 6   | Ret | Ret | 9   | 11  | 68     |
| 9    | PREMA Racing                  | 10  | Ret | 10  | 6   | 8   | 9   | 9   | Ret | 15  | Ret | 17  | 16  | 12  | WD  | WD  | 15  | 17  | C   | C   | 9   | Ret | 11  | 7   | 17  | Ret | 68     |
| 10   | Trident                       | 20  | 12  | DSQ | Ret | Ret | Ret | 16  | 11  | Ret | 10  | 14  | 13  | Ret | 17  | Ret | 13  | 12  | C   | C   | 7   | 7   | 13  | 8   | 8   | 5   | 23     |
| 10   | Trident                       | 21  | 11  | 14  | 12  | Ret | 10  | 10  | 9   | Ret | Ret | 15  | 15  | 16  | Ret | 14  | 18† | 18  | C   | C   |     |     | 14  | 12  | 14  | 12  | 23     |
| Pos. | Escudería                     | N.º | SAK | SAK | BAK | BAK | BAR | BAR | MON | MON | LEC | LEC | SPI | SPI | SIL | SIL | BUD | BUD | SPA | SPA | MNZ | MNZ | SOC | SOC | YMC | YMC | Puntos |

| Color     | Resultado              |
| --------- | ---------------------- |
| Oro       | Ganador                |
| Plata     | 2.ª plaza              |
| Bronce    | 3.ª plaza              |
| Verde     | Finalizó en los puntos |
| Azul      | Finalizó sin puntos    |
| Azul      | NC - No clasificado    |
| Violeta   | Ret - No terminó       |
| Rojo      | DNQ - No se clasificó  |
| Negro     | DSQ - Descalificado    |
| Blanco    | DNS - No empezó        |
| Blanco    | WD - Retirado          |
| Blanco    | C - Carrera cancelada  |
| Sin color | DNP - No participó     |
| Sin color | INJ - Lesionado        |
| Sin color | EX - Excluido          |

| Estado  | Resultado |
| ------- | --- |
| Negrita | Pole position |
| Cursiva | Vuelta rápida puntuable, el piloto cumplió los requisitos para ser bonificado con uno o más puntos por lograr la vuelta rápida |
| †       | Abandona, pero clasifica al completar el porcentaje requerido para ello                                                        |

Fuente: Fórmula 2.

### Citas
1. ↑  «Fórmula 2 tiene nuevo monoplaza para 2018 con Halo». Motorsport.com. Consultado el 25 de noviembre de 2018.
2. ↑  Marchi, Fabio (28 de septiembre de 2019). «Nyck de Vries, campeón de la Fórmula 2 en Rusia». Mundo Deportivo. Consultado el 28 de septiembre de 2019.
3. 1 2  «Team Standings - Formula 2 2019». Fórmula 2 (en inglés). Formula Motorsport Limited. Archivado desde el original el 4 de agosto de 2019. Consultado el 29 de septiembre de 2019.
4. ↑  Giles, Juan (31 de agosto de 2022). «La F1 recordó a Anthoine Hubert en un nuevo aniversario de su muerte». Campeones. Consultado el 1 de julio de 2023.
5. ↑  «Teams & Drivers». Fórmula 2 (en inglés). Formula Motorsport Limited. Archivado desde el original el 24 de abril de 2019. Consultado el 5 de enero de 2020.
• «Teams & Drivers». Fórmula 2 (en inglés). Formula Motorsport Limited. Archivado desde el original el 22 de mayo de 2019. Consultado el 5 de enero de 2020.
• «Teams & Drivers». Fórmula 2 (en inglés). Formula Motorsport Limited. Archivado desde el original el 26 de junio de 2019. Consultado el 5 de enero de 2020.
• «Teams & Drivers». Fórmula 2 (en inglés). Formula Motorsport Limited. Archivado desde el original el 24 de agosto de 2019. Consultado el 5 de enero de 2020.
• «Teams & Drivers». Fórmula 2 (en inglés). Formula Motorsport Limited. Archivado desde el original el 4 de septiembre de 2019. Consultado el 5 de enero de 2020.
6. ↑  Slafer, Tomás (22 de marzo de 2019). «Fórmula 2: Equipos y Pilotos para la temporada 2019». SoyMotor.com. Consultado el 26 de marzo de 2019.
7. ↑  «2019 FIA Formula 2 Championship | ENTRY LIST | Issue 1 22/03/19» (PDF). Federation Internationale de l'Automobile (en inglés). Consultado el 26 de junio de 2019.
8. ↑  «2019 FIA Formula 2 Championship | ENTRY LIST | Issue 2 20/05/19» (PDF). Federation Internationale de l'Automobile (en inglés). Consultado el 26 de junio de 2019.
9. ↑  «2019 FIA Formula 2 Championship | ENTRY LIST | Issue 3 18/06/19» (PDF). Federation Internationale de l'Automobile (en inglés). Consultado el 26 de junio de 2019.
10. ↑  «SPIELBERG EVENT | ENTRY LIST | Issue 2 26/06/19» (PDF). Federation Internationale de l'Automobile (en inglés). Consultado el 26 de junio de 2019.
11. ↑  «2019 FIA Formula 2 Championship | ENTRY LIST | Issue 7 9/07/19» (PDF). Federation Internationale de l'Automobile (en inglés). Consultado el 11 de julio de 2019.
12. ↑  «2019 FIA Formula 2 Championship | ENTRY LIST | Issue 8 29/07/19» (PDF). Federation Internationale de l'Automobile (en inglés). Consultado el 30 de julio de 2019.
13. ↑  «2019 FIA Formula 2 Championship | ENTRY LIST | Issue 10 03/09/2019» (PDF). Federation Internationale de l'Automobile (en inglés). Consultado el 6 de septiembre.
14. ↑  «2019 FIA Formula 2 Championship | ENTRY LIST | Issue 11 24/09/2019» (PDF). Federation Internationale de l'Automobile (en inglés). Consultado el 27 de septiembre.
15. ↑  «UNI-Virtuosi sustituye a Russian Time en la Fórmula 2 para 2019 - FIA F2 Noticias». Motorsport.com. Consultado el 5 de diciembre de 2018.
16. ↑  «Sauber Junior Team». Sauber Group (en inglés). Archivado desde el original el 28 de marzo de 2019. Consultado el 28 de marzo de 2019.
17. ↑  «Fórmula 2 - Louis Delétraz ficha por Carlin con vistas al título». Motor.es. 7 de enero de 2019. Consultado el 27 de marzo de 2019.
18. ↑  Muñoz, Jesús (26 de noviembre de 2018). «Matsushita vuelve a la Fórmula 2; Tsunoda da el salto a F3». SoyMotor.com. Consultado el 26 de noviembre de 2018.
19. ↑  Vega, Jacobo (28 de noviembre de 2018). «La parrilla de la Fórmula 2 2019 va tomando forma». Motorsport.com. Consultado el 28 de noviembre de 2018.
20. ↑  Khorounzhiy, Valentin (27 de noviembre de 2018). «Mazepin llega a la F2 con ART». Motorsport.com. Consultado el 27 de noviembre de 2018.
21. ↑  «DAMS sign Sette Câmara for 2019 season». Fórmula 2 (en inglés) (Formula Motorsport Limited). 14 de diciembre de 2018. Archivado desde el original el 28 de marzo de 2019. Consultado el 27 de marzo de 2019.
22. ↑  «Fórmula 2 - Virtuosi firma a Guanyu Zhou, su primer piloto de 2019». Motor.es. 5 de diciembre de 2018. Consultado el 5 de diciembre de 2018.
23. ↑  Beer, Matt (8 de diciembre de 2018). «Ghiotto completa la alineación de UNI-Virtuosi en la F2». Motorsport.com. Consultado el 8 de diciembre de 2018.
24. ↑  «Mick Schumacher correrá la Fórmula 2 en 2019 con Prema». SoyMotor. 27 de noviembre de 2018. Consultado el 27 de noviembre de 2018.
25. ↑  Gillard, Aaron (19 de febrero de 2019). «Callum Ilott And Juan Manuel Correa Headline Sauber Junior Team In Formula 2». The Checkered Flag. Archivado desde el original el 28 de marzo de 2019. Consultado el 27 de marzo de 2019.
26. ↑  «Dorian Boccolacci completes Campos Racing 2019 line-up». Fórmula 2 (en inglés) (Formula Motorsport Limited). 22 de marzo de 2019. Archivado desde el original el 23 de marzo de 2019. Consultado el 27 de marzo de 2019.
27. ↑  «Fórmula 2 - Campos firma a Jack Aitken como nueva punta de lanza». Motor.es. 7 de enero de 2019. Consultado el 27 de marzo de 2019.
28. ↑  «MP Motorsport confirm their 2019 line-up». Fórmula 2 (en inglés) (Formula Motorsport Limited). 22 de marzo de 2019. Archivado desde el original el 22 de marzo de 2019. Consultado el 27 de marzo de 2019.
29. ↑  «Tatiana Calderón completes BWT Arden's 2019 line-up». Fórmula 2 (en inglés) (Formula Motorsport Limited). 22 de febrero de 2019. Archivado desde el original el 13 de marzo de 2019. Consultado el 27 de marzo de 2019.
30. ↑  Benyon, Jack (23 de enero de 2019). «Hubert se suma a la F2 y será piloto junior de Renault». Motorsport.com. Consultado el 27 de marzo de 2019.
31. ↑  «Alesi sube a la Fórmula 2 con el equipo Trident - FIA F2 Noticias». lat.motorsport.com. Consultado el 7 de diciembre de 2018.
32. ↑  «Ralph Boschung completes Trident 2019 line-up». Fórmula 2 (en inglés) (Formula Motorsport Limited). 11 de marzo de 2019. Archivado desde el original el 13 de marzo de 2019. Consultado el 11 de marzo de 2019.
33. ↑  «Markelov to make Monaco return». Fórmula 2 (en inglés). Formula Motorsport Limited. 17 de mayo de 2019. Archivado desde el original el 17 de mayo de 2019. Consultado el 17 de mayo de 2019.
34. ↑  «Arjun Maini returns to F2 with Campos Racing». Fórmula 2 (en inglés). Formula Motorsport Limited. 25 de junio de 2019. Archivado desde el original el 26 de junio de 2019. Consultado el 25 de junio de 2019.
35. ↑  «Patricio O'Ward debutará en la FIA F2 en Austria». lat.motorsport.com. Archivado desde el original el 24 de octubre de 2022. Consultado el 25 de junio de 2019.
36. ↑  «Ryan Tveter to race for Trident». Fórmula 2 (en inglés). Formula Motorsport Limited. 27 de junio de 2019. Archivado desde el original el 27 de junio de 2019. Consultado el 27 de junio de 2019.
37. ↑  «Boccolacci returns to F2 with Trident». Fórmula 2 (en inglés). Formula Motorsport Limited. 10 de julio de 2019. Archivado desde el original el 10 de julio de 2019. Consultado el 10 de julio de 2019.
38. ↑  «Boschung returns to Trident in Budapest». Fórmula 2 (en inglés). Formula Motorsport Limited. 30 de julio de 2019. Archivado desde el original el 2 de agosto de 2019. Consultado el 2 de agosto de 2019.
39. ↑  «Sato to debut in F2 with Campos Racing». Fórmula 2 (en inglés). Formula Motorsport Limited. 27 de agosto de 2019. Archivado desde el original el 2 de septiembre de 2019. Consultado el 27 de agosto de 2019.
40. ↑  «Trágico accidente en la Fórmula 2: murió el piloto francés Anthoine Hubert en un choque en cadena». Infobae. 31 de agosto de 2019. Consultado el 31 de agosto de 2019.
41. ↑  «F2|FIA confirma que serán 17 coches en Monza». Fanat1cos. Consultado el 6 de septiembre de 2019.
42. ↑  «Matevos Isaakyan joins Sauber Junior Team by Charouz». Fórmula 2 (en inglés). Formula Motorsport Limited. 19 de septiembre de 2019. Archivado desde el original el 24 de septiembre de 2019. Consultado el 19 de septiembre de 2019.
43. ↑  «Markelov, sustituto de Hubert para lo que queda de F2 2019». lat.motorsport.com. Consultado el 24 de septiembre de 2019.
44. ↑  «Lundgaard set for F2 debut with Trident». Fórmula 2 (en inglés). Formula Motosport Limited. 20 de noviembre de 2019. Archivado desde el original el 21 de noviembre de 2019. Consultado el 20 de noviembre de 2019.
45. ↑  «2019 season calendar confirmed». Fórmula 2 (en inglés). Formula Motorsport Limited. Archivado desde el original el 5 de diciembre de 2018. Consultado el 5 de diciembre de 2018.
46. ↑  Beer, Matt (5 de diciembre de 2018). «FIA anuncia el calendario 2019 de la Fórmula 2 y la nueva Fórmula 3». Motorsport.com. Consultado el 5 de diciembre de 2018.
47. ↑  «NEW NAMES SET TO SHINE IN A NEW FORMULA 2 SEASON WITH PIRELLI». Pirelli (en inglés). 26 de marzo de 2019. Consultado el 27 de marzo de 2019.
48. ↑  «Part 2: The Technical Expertise». Fórmula 2 (en inglés). Formula Motorsport Limited. p. 4. Archivado desde el original el 28 de marzo de 2019. Consultado el 28 de marzo de 2019.
49. ↑  «2019 Round 1 Preview». Fórmula 2 (en inglés). Formula Motorsport Limited. 28 de marzo de 2019. Archivado desde el original el 28 de marzo de 2019. Consultado el 28 de marzo de 2019.
50. ↑  «Part 3: On Track». Fórmula 2 (en inglés). Formula Motorsport Limited. Consultado el 28 de marzo de 2019.
51. ↑  «Nyck de Vries quickest at Jerez de la Frontera». Fórmula 2 (en inglés). Formula Motorsport Limited. 26 de febrero de 2019. Archivado desde el original el 7 de marzo de 2019. Consultado el 4 de marzo de 2019.
52. ↑  «De Vries still fastest on Day 2 of testing». Fórmula 2 (en inglés). Formula Motorsport Limited. 27 de febrero de 2019. Consultado el 4 de marzo de 2019.
53. ↑  «Mick Schumacher ends first testing on top». Fórmula 2 (en inglés). Formula Motorsport Limited. 28 de febrero de 2019. Archivado desde el original el 7 de marzo de 2019. Consultado el 4 de marzo de 2019.
54. ↑  «De Vries leads the way at Barcelona». Fórmula 2 (en inglés). Formula Motorsport Limited. 5 de marzo de 2019. Archivado desde el original el 7 de marzo de 2019. Consultado el 5 de marzo de 2019.
55. ↑  «Sérgio Sette Câmara fastest at Barcelona». Fórmula 2 (en inglés). Formula Motorsport Limited. 6 de marzo de 2019. Archivado desde el original el 7 de marzo de 2019. Consultado el 6 de marzo de 2019.
56. ↑  «De Vries ends F2 pre-season testing on top». Fórmula 2 (en inglés). Formula Motorsport Limited. 7 de marzo de 2019. Archivado desde el original el 7 de marzo de 2019. Consultado el 7 de marzo de 2019.
57. ↑  «Delétraz fastest on Day 1 of post-season testing». Fórmula 2 (en inglés). Formula Motorsport Limited. 5 de diciembre de 2019. Archivado desde el original el 5 de diciembre de 2019. Consultado el 5 de diciembre de 2019.
58. ↑  «Delétraz continues hot form on Day 2 of testing». Fórmula 2 (en inglés). Formula Motorsport Limited. 6 de diciembre de 2019. Archivado desde el original el 6 de diciembre de 2019. Consultado el 6 de diciembre de 2019.
59. ↑  «Mazepin finishes fastest on final day of testing». Fórmula 2 (en inglés). Formula Motorsport Limited. 7 de diciembre de 2019. Archivado desde el original el 7 de diciembre de 2019. Consultado el 7 de diciembre de 2019.
60. ↑  «Driver Standings - Formula 2 2019». Fórmula 2 (en inglés). Formula Motorsport Limited. Archivado desde el original el 4 de agosto de 2019. Consultado el 29 de septiembre de 2019.